# Dichterviertel (Duisburg)

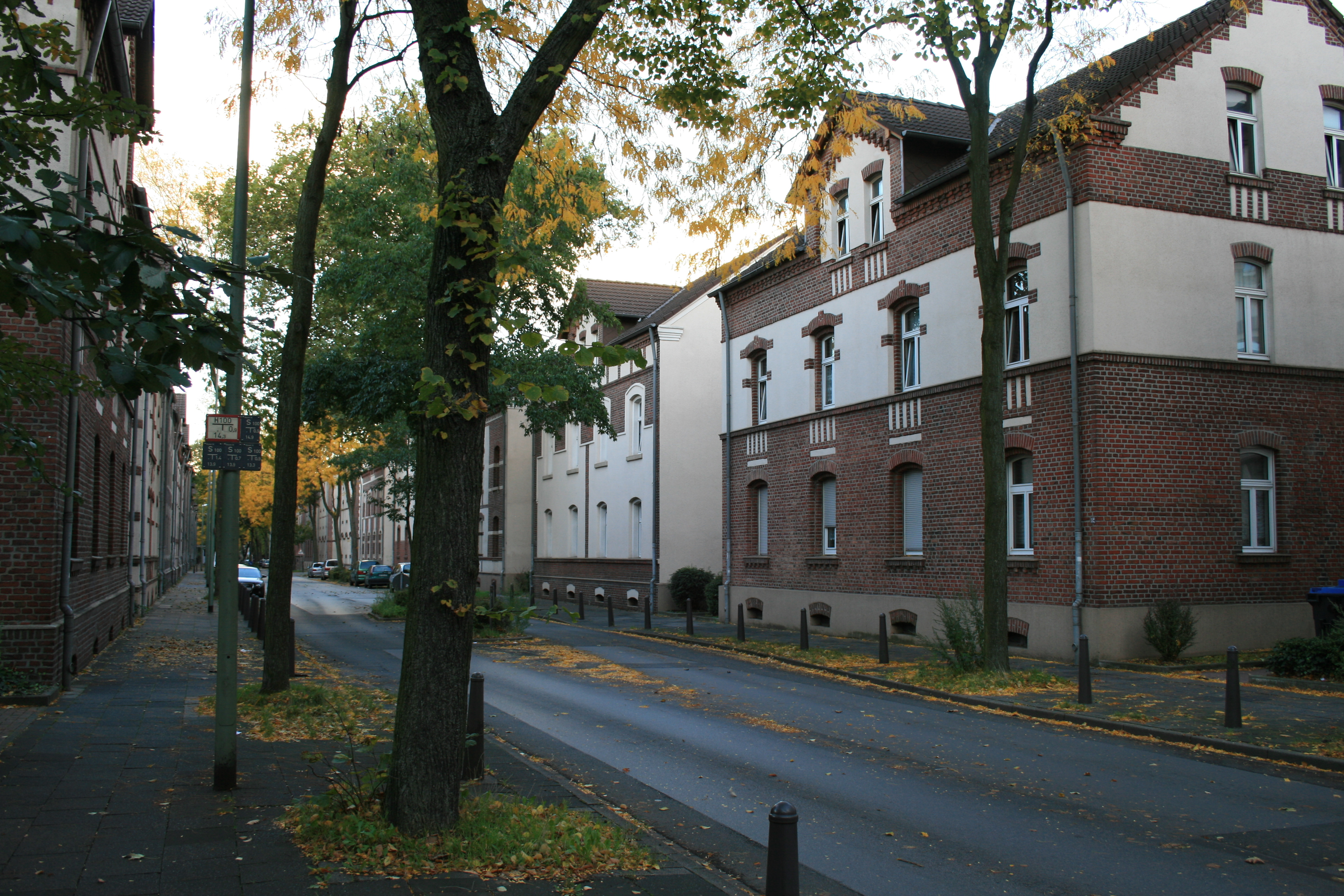
Dichterviertel, Schillerstraße

Das Dichter-Viertel im Duisburg-Hamborner Stadtteil Obermarxloh ist eine Arbeitersiedlung aus dem Anfang des 20. Jahrhunderts. Der Name ergibt sich aus den zahlreichen, nach deutschen Dichtern vergebenen Straßennamen.

## Aufbau
Anfang des 20. Jahrhunderts wuchs die Bevölkerung im Duisburger Norden rapide an. Waren es vor der Jahrhundertwende im Dorf Hamborn noch unter 10.000 Einwohner, so lag die Zahl 1905 schon bei circa 60.000, 1911 bereits bei über 100.000. Hamborn war eine der am schnellsten wachsenden Siedlungen im Ruhrgebiet mit dem entsprechenden Bedarf an Wohnungen.
Für die Bergleute der nahegelegenen Zeche Friedrich Thyssen errichtete die Gewerkschaft Deutscher Kaiser zwischen 1905 und 1918, in einigen Randbereichen noch bis 1924 das Dichter-Viertel. Auf einer Fläche von 15 Hektar entstanden 370 Gebäude. Das Viertel wird im Norden begrenzt von der Kamp- und der Kalthoffstraße, im Südosten vom Nordfriedhof und im Westen von der Duisburger Straße. Der Grundplan besteht aus 25 unterschiedlich großen aber gleichmäßigen Hofgevierten mit zwei- bis dreigeschossiger Blockrandbebauung. Die Bauten sind mit Jugendstilelementen verschönt, die Straßen verlaufen rasterförmig und rechtwinkelig, in den Innenhöfen waren Stall-, Wirtschafts- und Toilettengebäude untergebracht, die bis in die 1950er Jahre genutzt wurden. Die Straßenkreuzungen sind durch Eckbauten betont, verschiedene Gestaltungselemente am Dach, an den Fenstern und in den Putz- und Klinkerflächen sorgen für ein abwechslungsreiches Bild. Im Gegensatz zur kurz zuvor erbauten, gartenstadtähnlichen Margarethensiedlung in Rheinhausen fällt aber die dichte und weitgehend gleichförmige Bebauung mit vielen Wohneinheiten auf.

## Aufruhr
Vor und während des Ersten Weltkriegs war das Dichter-Viertel und Hamborn insgesamt politisch links orientiert, es wurde als Spartakistennest bezeichnet. Nach der Novemberrevolution 1918 versuchten die Bergleute mit Streik, Kundgebungen und Solidaritätsmärschen zu den Nachbarzechen in Oberhausen, Osterfeld und Sterkrade verbesserte Arbeitsbedingungen und Löhne durchzusetzen, was auch teilweise gelang. Im Kapp-Putsch von März 1920 leisteten bewaffnete Bergleute Widerstand gegen den Angriff auf die junge Weimarer Republik. Während der Zeit des Nationalsozialismus leisteten KPD und andere Gruppen Widerstand gegen die Nationalsozialisten, der Kohlenhauer Kurt Spindler war einer von ihnen. Er war zunächst KPD-Stadtverordneter in Hamborn und Betriebsrat auf Schacht 4/8, wurde 1932 ins Moorlager deportiert und baute nach seiner Entlassung eine weit verzweigte Untergrundorganisation auf. 1935 verhaftet und 1937 verurteilt starb er 1943 in einem Konzentrationslager bei Celle. Die Kurt-Spindler-Straße im Dichterviertel erinnert heute an ihn.

## Sanierung und Quartiersmanagement
In den 1980er und 1990er Jahren wurden die Wohnungen durch den damaligen Eigentümer Rhein-Lippe-Wohnen GmbH mit Unterstützung des Landes Nordrhein-Westfalen und der Stadt Duisburg grundlegend modernisiert, große Teile des Wohnungsbestandes haben deshalb bis heute Sozialbindungen. Trotz der Renovierungen und umfangreicher städtebaulicher und sozialer Maßnahmen konnte die relativ hohe Leerstandsquote und Fluktuationen nicht gesenkt werden. Die Stadt Duisburg, insbesondere die Ämter für Stadtentwicklung/Projektmanagement und Soziales/Wohnen sowie die in der Evonik Wohnen aufgegangene Eigentümergesellschaft planten ab Ende 2004 ein Quartiersmanagement im Dichter-Viertel aufzubauen um dem negativen Trend entgegenzuwirken. Die Fördermitteln aus dem Programm Stadtumbau West wurden Ende 2005 genehmigt, von 2006 bis 2007 das Projekt aufgebaut, das Quartiersbüro am Goetheplatz eingerichtet. 2008 übernahm die 1999 gegründete und schon in anderen Stadtteilen aktive Entwicklungsgesellschaft Duisburg (EG DU) das Quartiersmanagement. Nach Auslaufen der Fördermittel Ende 2009 stellt die heutige Evonik Immobilien[veraltet] den Hauptteil der finanziellen Mittel zur Verfügung damit das Programm fortgeführt werden kann.
Das Programm soll die Bewohner des Viertels zu eigenverantwortlichem Engagement für das Gemeinwohl anregen und anleiten und den Aufbau von Strukturen zur Stärkung eines umfassenden sozialen Netzwerkes fördern. Dazu ist das Quartierbüro als Anlaufstelle und Treffpunkt ausgelegt. Es werden gemeinsame Veranstaltungen (z. B. Stadtteilfeste) und Aktionen (u. a. Müllsammel- und Begrünungsaktionen) durchgeführt, eine Wohnungsbörse aufgebaut und betrieben, lokale Dienstleistungen von Bewohnern für Bewohner angeboten (Silberdienste) und unterstützt, Dokumentationen erstellt (z. B. ein Erzählband), örtliche Einrichtungen und Akteure dabei unterstützt Kooperationen und Vernetzungen zu bilden, Integration und Bürgerbeteiligung durch verschiedene Arbeitsgemeinschaften (AGs Sprache, Bildung, Bewohnerbeteiligung, Kinder, Jugend, Kultur und Sport) und einen Quartiersbeirat gefördert.
Ziele des Quartiersmanagements laut der Stadt Duisburg sind:
- Verminderung von Wohnungsleerständen
- Stabilisierung der Nachbarschaften
- Abbau von Wohnungsnotfällen und überdurchschnittlich hoher „sozialer Schieflagen“
- Bindung der Bestandskunden/Akquisition neuer Mieter
- Imageverbesserung des Quartiers

## Heutiger Zustand
Die 1.685, hauptsächlich im Besitz der Vivawest Wohnen GmbH befindlichen Wohneinheiten hatten im Jahre 2010 etwas weniger als 6.000 Bewohner. Der Ausländeranteil beträgt 60 %, zumeist türkischstämmige Migranten. Eine überdurchschnittlich hohe Anzahl der Bewohner erhält Transferleistungen. Der Ausländeranteil war auch schon zur Gründungszeit der Siedlung hoch, damals waren es zumeist Polen, Italiener, Niederländer und andere Gastarbeiter, die sich teilweise blockweise zusammenschlossen.
Die Siedlung ist Teil der Route der Industriekultur.